# Hr.Ms. Van Ghent (1926)
Hr.Ms. Van Ghent – holenderski niszczyciel z okresu międzywojennego i II wojny światowej, typu Admiralen. Do 1934 roku nosił nazwę De Ruyter. Nosił znak burtowy GT, początkowo DR. Służył na wodach Holenderskich Indii Wschodnich, zatonął 15 lutego 1942 po wejściu na rafę.

## Budowa i opis
„Van Ghent” należał do typu standardowych holenderskich niszczycieli z okresu międzywojennego, określanego jako typ Admiralen (admirałowie), budowanego według projektu brytyjskiego. Był jedną z czterech jednostek pierwszej serii typu Admiralen, określanej też czasami w literaturze od jego nazwy jako typ Van Ghent. Budowany był (jako jedyny okręt tego typu) w stoczni Koninklijke Maatschappij „De Schelde” we Vlissingen, pod numerem stoczniowym 179. Położenie stępki miało miejsce 28 sierpnia 1925 roku, a wodowanie 23 października 1926 roku. Okręt wszedł do służby 31 maja 1928 r. Początkowo nosił nazwę „De Ruyter”, zmienioną 1 października 1934 na „Van Ghent”, żeby zwolnić nazwę dla nowo budowanego krążownika. Nazwę "Van Ghent" otrzymał na cześć admirała Willema Josepha van Ghent (1626–1672).
Niszczyciele typu Admiralen były typowymi niszczycielami średniej wielkości okresu międzywojennego. Ich kadłub miał podniesiony pokład dziobowy na ok. 1/3 długości, sylwetka była dwukominowa. Ich uzbrojenie główne składało się z 4 pojedynczych dział kalibru 120 mm Bofors L/50 No.4, umieszczonych po dwa na dziobie i rufie w superpozycji. Uzbrojenie przeciwlotnicze składało się z dwóch dział 75 mm na burtach na śródokręciu, jednakże słabe było uzbrojenie małokalibrowe – 4 wkm-y 12,7 mm Browning. Uzbrojenie torpedowe, przeciętne dla tej klasy okrętów, stanowiło sześć wyrzutni torped kalibru 533 mm w dwóch potrójnych aparatach. Uzbrojenie przeciw okrętom podwodnym stanowiły 4 miotacze bomb głębinowych, z zapasem 3 bomb na każdy. Na torach minowych okręty mogły przenosić 24 miny morskie. Unikalną cechą wśród okrętów tej klasy była możliwość przenoszenia wodnosamolotu zwiadowczego Fokker C.VII-W, stawianego na wodę za pomocą dźwigu, jednakże przenoszenie go nie było jednak praktyczne i do początku wojny wodnosamoloty zdjęto.
Napęd niszczycieli stanowiły 2 turbiny parowe systemu Parsonsa o mocy 31 000 KM, umieszczone we wspólnej maszynowni, napędzające 2 śruby. Zasilane były w parę przez 3 kotły parowe Yarrow, umieszczone w dwóch kotłowniach. Prędkość maksymalna wynosiła 34 węzły (podczas prób, przy przeciążaniu siłowni, niszczyciel „Piet Hein” osiągnął 36,1 w).

## Służba
Po wejściu do służby, „Van Ghent”, jeszcze jako „De Ruyter”, służył początkowo na wodach Holandii. W drugiej połowie 1928 roku odbył wraz z niszczycielem „Evertsen” kilkumiesięczny rejs do Holenderskich Indii Wschodnich, po czym powrócił do metropolii. 4 listopada 1935 „Van Ghent” wraz z niszczycielem „Kortenaer” wyszedł z Holandii i przebazował na stałe do Holenderskich Indii Wschodnich, docierając na miejsce 17 grudnia 1935 r. Do wybuchu II wojny światowej operował na tamtejszych wodach, bazując w Sabangu.
Po niemieckim ataku na Holandię w maju 1940, skutkującym przystąpieniem jej do wojny, „Van Ghent” brał udział w eskortowaniu alianckich transportów na Oceanie Indyjskim. Po przystąpieniu Japonii do wojny w grudniu 1941 roku i jej ataku na wyspy Archipelagu Malajskiego, działał głównie na Morzu Jawajskim. 3 lutego 1942 wszedł w skład alianckich sił ABDA i tego dnia wraz z okrętami zespołu  wyszedł w morze przeciwko japońskiemu konwojowi w rejonie Cieśniny Makasar. W drodze, 4 lutego rano okręty zespołu były atakowane przez zmasowane naloty japońskiego lotnictwa, lecz „Van Ghent” nie poniósł szkód. Podczas kolejnego wyjścia zespołu przeciw japońskim siłom desantowym pod Palembangiem, w nocy 14/15 lutego 1942, płynąc Cieśniną Stolze, „Van Ghent” wszedł na rafę Bamidjo między wyspami Bangka a Belitung, na której rozdarł dno. Wobec niemożności uratowania okrętu, został opuszczony przez załogę i samozatopiony w rejonie pozycji 3°05′S 107°21′E/-3,083333 107,350000. Załoga nie poniosła strat i została przejęta przez niszczyciel "Banckert".